# Rhinobatos sainsburyi
Rhinobatos sainsburyi är en rockeart som beskrevs av Last 2004. Rhinobatos sainsburyi ingår i släktet gitarrfiskar, och familjen Rhinobatidae. IUCN kategoriserar arten globalt som livskraftig. Inga underarter finns listade i Catalogue of Life.